# Hélène Vautrin
Pour les articles homonymes, voir Vautrin.
Hélène Vautrin, née le 3 mai 1895 à Sainte-Menehould et morte en février 1945 en Allemagne, est une résistante française, membre du réseau Combat et morte en déportation.

## Biographie
Fille d'un fabricant d'eau gazeuse et d'une couturière, Hélène Eugénie Vautrin naît le 3 mai 1895 à Sainte-Menehould, où elle passe toute sa jeunesse. Son père meurt en 1900. Elle devient elle-même couturière, tout comme sa sœur aînée Geneviève, née six ans avant elle.
Membre du réseau Hector, puis de Combat, militante à Moulins chargée des franchissements de la ligne de démarcation, Hélène Vautrin est signalée par Henri Devillers et arrêtée, le 9 février 1942, par des policiers allemands venus de Paris. Elle est déportée à la prison de Jawor en Pologne, puis au camp de Ravensbrück en Allemagne.
Jugée avec les militants du groupe parisien de Combat Zone Nord (affaire Continent), elle est condamnée à mort, le 15 octobre 1943, par le 2e sénat du Volksgerichtshof, siégeant à Sarrebruck. Cependant, la peine est provisoirement suspendue.
Hélène Vautrin meurt pendant un transport depuis le camp de Ravensbrück, dans le courant du mois de février 1945, sans autre précision,. Elle est officiellement déclarée disparue par un jugement du tribunal de Moulins, publié au Journal officiel en 1949.

## Sources
- Archives nationales
- Musée de la Résistance et de la Déportation, Besançon
- BDIC (Nanterre)
- Service historique de la Défense, Vincennes (cote GR 16 P 587372)[4]